# Universidad Politécnica Territorial de Yaracuy
La Universidad Politécnica Territorial de Yaracuy, Arístides Bastidas (UPTYAB) anteriormente Instituto Universitario de Tecnología de Yaracuy (IUTY), es una universidad pública venezolana, ubicada en la ciudad de San Felipe, Yaracuy, la cual inició sus labores el 5 de marzo de 1974 mediante decreto presidencial Nº 1641, durante la presidencia del presidente Rafael Caldera.
El UPTYAB forma parte del Ministerio del Poder Popular para la Educación Universitaria de Venezuela.

## Historia

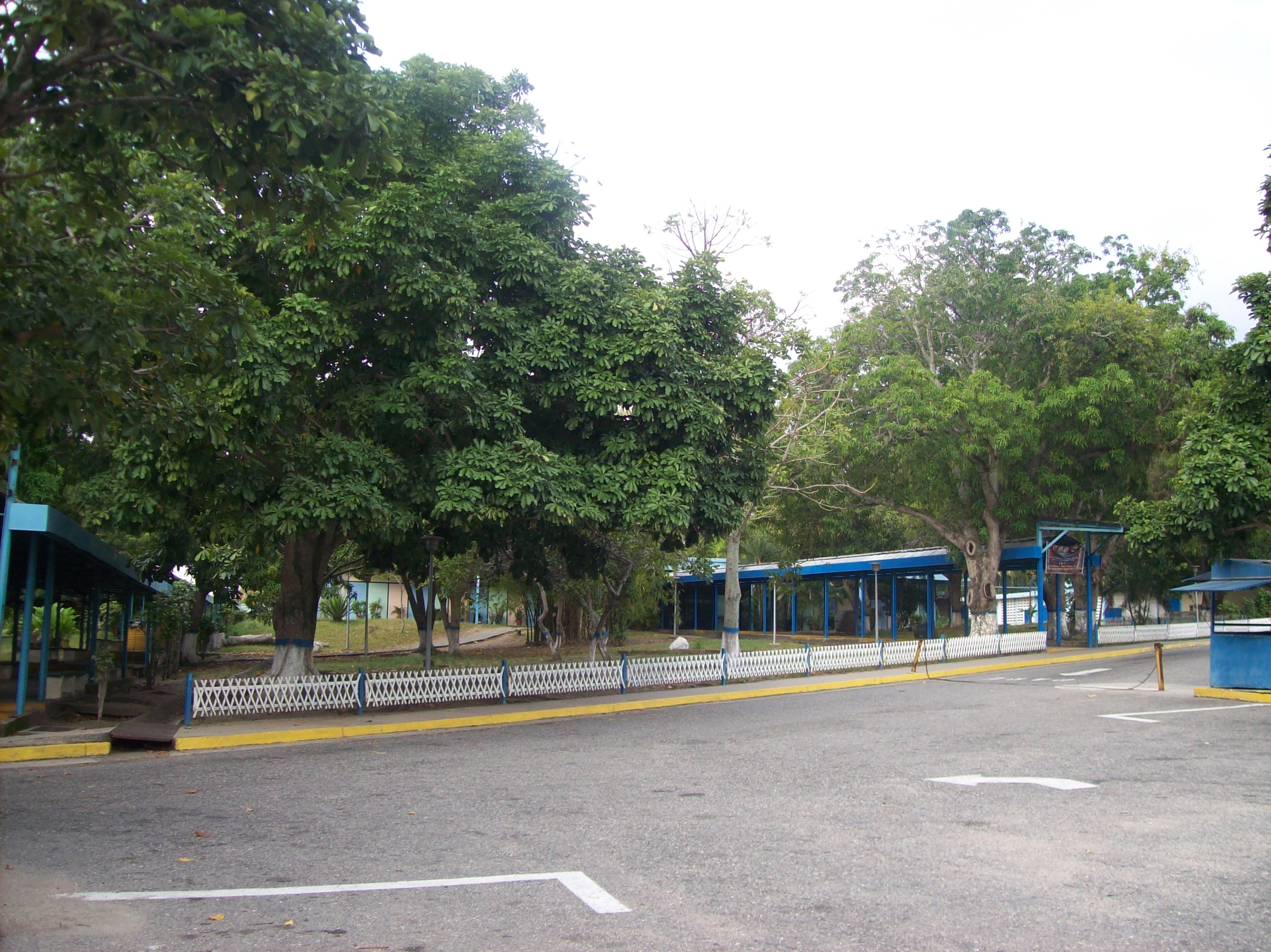
Instituto Universitario de Tecnología de Yaracuy.

En el año 1971, en Nirgua, Yaracuy, en el programa radial “El Liceo y la comunidad”, surge la idea de instituto Experimental Docente con carácter Universitario, con el fin de desarrollar integralmente al Estado Yaracuy.
Posteriormente, en el año 1972, se crea en San Felipe el Comité Promotor del núcleo universitario para el Yaracuy coordinado por el profesor Oscar Castillo.
El 15 de mayo de 1972, en la casa Yaracuy de Caracas, un grupo de personas encabezadas por el Dr. Félix Pifano, Pedro Cordido W., Ramón Camacho y Francisco de Sales Pérez, establecieron la responsabilidad de elaborar un anteproyecto relacionado con el establecimiento de una institución de Naturaleza Universitaria de Estado.
De allí surgió el “Estudio de factibilidad para la creación de un instituto de Educación Superior para la Bio-Región Yaracuy-Portuguesa”, realizado bajo la coordinación de antropólogo Neptalí Álvarez, con el auspicio de la Universidad Central de Venezuela.
Este documento representa un análisis objetivo de los factores, sociales, económicos, geográficos y culturales de las regiones involucradas y proponía la creación de un instituto tecnológico independiente, con rango Universitario, superando la inquietud original de establecer una escuela tradicional de agronomía adscrita a alguna universidad.
Este estudio de factibilidad fue analizado y evaluado posteriormente por una comisión interdisciplinaria con representantes de organismos e instituciones de Educación universitaria. De esta forma surgió posteriormente el instituto Universitario de Tecnología de Yaracuy.
En Abril de 1975, es el año en donde se nombra el primer Director del IUTY, Dr. Pedro Córdido W., quien por razones e salud deja el encargado al antropólogo Neptalí Álvarez. La nómina de los primeros docentes la constituyeron 22 profesores de diversas disciplinas, quienes recibieron un curso en docencia Universitaria. Las actividades académicas se iniciaron el 3 de octubre de 1975, en las instalaciones de la Escuela Granja de la Hacienda Santa Maria en el caserío “El Ceibal” del municipio Bruzual del Estado Yaracuy.
La Municipalidad del distrito San Felipe, bajo la presidencia del periodista Nicolás Ojeda Parra, aprobó la donación del terreno donde hoy funciona la sede del instituto. Un lamentable acontecimiento afecta la vida de nuestra incípiente Casa de Estudios, la muerte del director Fundador el 14 de julio de 1977. Se designa al ingeniero Elio Rafael Aguilera quien cumple una etapa de consolidación y de gran sentido institucional. Le suceden en el cargo el Dr. Hiram Reyes Zumeta el 19 de octubre de 1980, el Ingeniero José A. Cordido el 16 de junio de 1981, el Ingeniero Moisés Sánchez Leal el 16 de febrero de 1983 y el Prof. Víctor Colmenares el 16 de enero de 1984.
Luego de este periodo, el 2 de marzo de 1987, el ministerio de Educación nombra Directora a la profesora Gladis M. Barajas, quien el 14 de marzo de 1991, después de cumplir su periodo, es ratificada en el cargo por un lapso de tres años. Después nombran a la Profesora Luisa Valles de Gonzáles Directora en el periodo de (1994-1997). año en la cual se escoge por via de elecciones universitarias a la misma profesora cuando la misma se postula como candidata y resulta elegida para retomar la dirección por un periodo de tres años.

## Programas del IUTY
Investigación: a través del programa de investigación, se coordinan actividades que propician la creación intelectual y científica en correspondencia con las necesidades y requerimientos institucionales, regionales y nacionales en materia de su competencia.
Extensión: proyección del instituto Universitario de Tecnología del Yaracuy hacia la comunidad interna y externa, a través del desarrollo de diversos programas que estimulan la participación, en servicio de pertenencia la identificación institucional.
Producción: se estimula la actividad de producción con miras a la autogestión y al autodesarrollo institucional, de acuerdo a planes de inversión en proyectos factibles que fortalezcan este sector.

## Servicios al Estudiante
- Biblioteca
- Transporte
- Comedor
- Becas y Preparaduria
- Orientación
- Aporte para medicinas
- Servicio medico – odontología
- Centro Fotocopiado
- Actividades Culturales y de Formación integral
- Danzas
- Coral Universitaria
- Teatro
- Estudiantina
- CECIUTY
- IUTYGLUG  (enlace roto disponible en Internet Archive; véase el historial, la primera versión y la última).
- Orientación fitoterapeutica
- Cátedra Bolivariana
- Manejos de equipos
- Ofidiología
- Mejoramiento profesional

### Actividades deportivas
- Tenis de mesa
- Tenis
- Fútbol
- Fútbol de salón
- Voleibol
- Baloncesto
- Taekwondo
- Coleo
- Sóftbol
- Atletismo
- Ajedrez
- Judo
- Karate-do

## Carreras que ofrece el IUTY

### Pregrado
La asignación de plazas sólo se efectúa a través del Programa Nacional de Admisión del CNU-OPSU aplicando los criterios aprobados por el CNU en las siguientes carreras:
- Procesamiento y Distribución de Alimentos
- Agroalimentación
- Tecnología de los Recursos Naturales Renovables
- Seguridad Alimentaria y Cultura Nutricional
- Administración
- Informática
- Higiene y Seguridad Laboral
- Procesos Químicos
- Sistemas e Informática
- Fonoaudiología
- Enfermería Integral Comunitaria

## Régimen de Estudios
El instituto se rige por el sistema semestral, comprendiendo las carreras seis periodos o semestres con una duración de 16 a 18 semanas cada uno.

### Horario de clases
Horarios diurno para todas las carreras de pregrado a excepción de Administración, y nocturno para Administración.

### Carga lectiva semestral
La carga máxima por semestre es de 21 unidades crédito y mínima de 9 unidades de crédito.

### Evaluación
La verificación de logros de los objetivos del proceso de aprendizaje se realizan mediante la evaluación continua e integral.

### Título que se otorga
- Técnico Superior Universitario. (TSU) (3 Años)
- Título Universitario. (ING o LIC) (5 Años)

## De Instituto Universitario a Universidad Politécnica
El Colectivo Nacional de Institutos y Colegios Universitarios de Venezuela, ha realizado una propuesta que tiene como propósito, presentar el Proyecto Nacional de Universidad Politécnica que se erige dentro del contexto de la Misión Alma Mater para la transformación de los Institutos y Colegios Universitarios (I y CU) en Universidades Politécnicas.
Esta misión declarada por el Presidente de la República, el 21 de noviembre de 2006, representa un reto y desafío para los 29 I y CU, formadores de Técnicos Superiores Universitarios del país, los cuales se integraron en una sinergia interinstitucional como colectivo colaborativo, para iniciar su transitar hacia una movilización nacional que ha marcado un hito transcendental en la historia de la estructura universitaria venezolana.
El profesor Hector, actual director del instituto y sus compañeros de trabajo Valentin, Diego Guanipa y la Dra. Fanny Bazan intentan con tanto sacrificio pasarlo a universidad politécnica.